# الدرر السنية في شرح الألفية
الدرر السنية في شرح الألفية لشيخ الإسلام زكريا الأنصاري (824-926هـ) كتاب في علم النحو والصرف، وهو عبارة عن حاشية على شرح بدر الدين لمنظومة أبيه ابن مالك المسماة «الألفية» أو «الخلاصة»، ويسمى هذا الكتاب أيضاً «حاشية على ابن المصنف»؛ لأن شرح بدر الدين على ألفية والده قد اشتهر بـ«شرح ابن المصنف». ويعد هذا الكتاب من أبرز كتب الحواشي على شرح ابن الناظم وأهمها، فشهرة مؤلفه وجلالته وإبداعه في طرح المسائل النحوية ومناقشتها بشكل مميز جداً يزخر بالفوائد والشرائد مما جعل من الكتاب يأخذ طابعاً مميزاً جداً من هاتين الناحيتين.

## منهج زكريا الأنصاري في شرحه
أشار زكريا الأنصاري في مقدمة شرحه إلى أنه وضع شرحه تسهيلاً وتوضيحاً لشرح ابن الناظم، ومزيلاً ما حصل فيها من المشكلات والمبهَمات والمعضلات، وأنه لم يكتف بالتعليق على شرح ابن الناظم، بل تعدى ذلك إلى التعليق على النظم نفسه المتمثل بنظم الخلاصة لابن مالك، وأنه أتحف شرحه بكثير من الفوائد والفرائد، هذا هو الذي دفع الأنصاري إلى وضع هذه الحاشية.
تقوم طريقة زكريا الأنصاري في تناول أبواب الكتاب على تقطيع شرح ابن الناظم إلى مقاطع، وهذه المقاطع تختلف طولاً وقصراً بحسب مقتضيات البحث والشرح، فهو كثيراً ما يقف على كلمة أو كلمتين.